# Dick Schoof
Hendrikus Wilhelmus Maria "Dick" Schoof (Santpoort-Zuid, 8 de março de 1957) é um funcionário público e político neerlandês que atua como Primeiro-ministro dos Países Baixos, tendo sido nomeado durante a formação do governo neerlandês de 2023–2024.
Graduado pela Universidade Radboud, ocupou o cargo de secretário-geral do Ministério da Justiça e da Segurança de 2020 até 2024. Anteriormente, foi Coordenador Nacional de Segurança e Contraterrorismo (2013-2018) e diretor-geral do Serviço Geral de Inteligência e Segurança (2018-2020). Em 2 de julho de 2024, após as eleições legislativas de novembro de 2023, Schoof foi empossado como Primeiro-ministro dos Países Baixos, sucedendo Mark Rutte.
Schoof, que não tem filiação política, liderou uma coalizão governamental composta pelo PVV, VVD, NSC e BBB, notável por ser a mais direitista da história recente dos Países Baixos. Seu mandato como primeiro-ministro foi marcado por seu papel de líder pragmático e apartidário, navegando por uma coalizão complexa.
O mandato de Schoof como primeiro-ministro terminou com o colapso da coalizão de direita em junho de 2025, após o qual ele permaneceu como primeiro-ministro interino a pedido do Rei Guilherme-Alexandre até as eleições antecipadas. Sua atuação na Cimeira da OTAN destacou sua expertise em segurança e diplomacia, embora sua liderança interna tenha enfrentado desafios devido à sua falta de experiência política e à fragilidade da coalizão.

## Primeiros anos e educação
Hendrikus Wilhelmus Maria Schoof nasceu em Santpoort-Zuid, numa família católica romana, sendo o penúltimo de sete filhos. Seu pai era funcionário público municipal, na área de serviços sociais.  O irmão mais velho de Schoof, Nico Schoof, é ex-prefeito dos municípios de Akersloot, Limmen, Heiloo e Alphen aan den Rijn pelo partido Democratas 66. Seu avô materno, Wim Pommerel, foi executado pelos alemães no final da Segunda Guerra Mundial, por estabelecer uma rede ilegal de conexões telefônicas.
Aos oito anos, mudou-se com a família para Hengelo, onde frequentou o Lyceum De Grundel. De 1975 a 1982, estudou urbanismo e planejamento regional na Universidade Radboud.

## Início de carreira
Schoof começou sua carreira como assessor de políticas educacionais na Associação dos Municípios dos Países Baixos, e tornou-se  funcionário do Ministério de Educação, Cultura e Ciência, em 1988. Ele ajudou a dissolver o departamento de construção de escolas primárias, que chefiou, sob a direção do Secretário de Estado Jacques Wallage. Também ajudou a negociar um compromisso entre o Apelo Democrata-Cristão e o Partido Trabalhista quando ambas as partes discordaram sobre se as escolas ou os municípios deveriam ser responsáveis pela manutenção dos prédios escolares.
A partir de 1996, Schoof ocupou altos cargos no campo da segurança. Ele atuou como secretário-geral adjunto no Ministério da Justiça e da Segurança, antes de ser nomeado diretor-chefe do Serviço de Imigração e Naturalização (IND), em 1999.
Durante a Guerra do Kosovo, os Países Baixos estavam enfrentando um influxo relativamente alto de requerentes de asilo, e havia um grande acúmulo de pedidos. Schoof foi responsável pela implementação das reformas da Lei de Estrangeiros, sob a  responsabilidade do Secretário de Estado da Justiça Job Cohen, em 2001. A lei visava restringir a entrada de refugiados, e Schoof trabalhou para deportar os requerentes que não se qualificavam. O número de pedidos de asilo diminuiu, o que Schoof atribuiu a políticas de migração mais rígidas. Todavia, uma avaliação posterior concluiu que a legislação teve um impacto limitado, e que fatores externos teriam sido os principais impulsionadores dessa queda. Schoof deixou o IND para se tornar diretor-geral do Ministério do Interior e das Relações com o Reino, em 2003, onde foi responsável pela reestruturação da força policial de várias organizações regionais, reunindo-as em um único  Corpo Nacional de Polícia.

## Carreira na segurança nacional

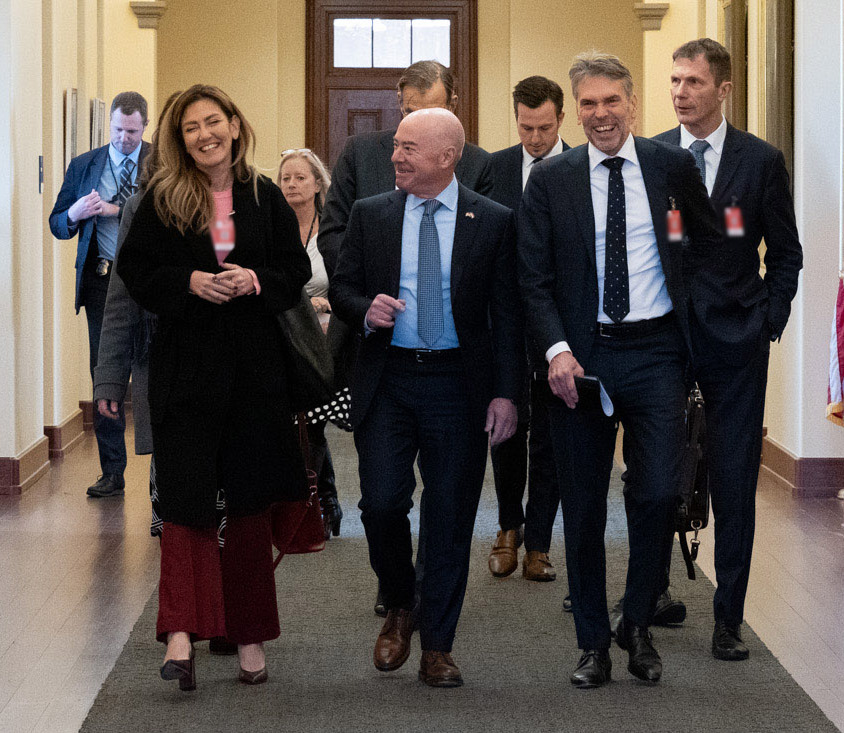
Schoof durante um encontro com o Secretário de Segurança Interna dos EUA, Alejandro Mayorkas (2022).

Depois de atuar como diretor-geral no Ministério da Justiça e da Segurança (de 2010 a 2013), Schoof foi nomeado Coordenador Nacional para Segurança e Contraterrorismo (NCTV). Ele permitiu que seus funcionários monitorassem potenciais terroristas nas redes sociais através de perfis falsos, apesar dos avisos de seus advogados. Após a derrubada do Voo Malaysia Airlines 17, ele coordenou a resposta de crise neerlandes, fortalecendo sua relação com o Primeiro-ministro Mark Rutte. Quando Schoof solicitou uma investigação independente pela Universidade de Twente sobre o desempenho de seu escritório, ele foi acusado de interferência. Ele exerceu pressão para suavizar a principal conclusão. Schoof liderou o Serviço Geral de Inteligência e Segurança, como diretor-geral, de 2018 a 2020. De Volkskrant escreveu que seu mandato relativamente curto foi caracterizado por um choque cultural. Schoof tentou, sem sucesso, tornar a agência mais voltada para o exterior, incluindo cooperações com instituições e universidades. Em 2019, ele alertou o Ministério da Educação e a prefeitura de Amsterdã que apoiadores do Salafismo estavam no conselho de uma escola islâmica. Sua mensagem foi percebida como uma forma de pressão e recebeu críticas por fomentar polarização.
Em dezembro de 2019, foi anunciado que Schoof sucederia Siebe Riedstra como secretário-geral do Ministério da Justiça e da Segurança, a posição não política mais sênior dentro do ministério. A nomeação entrou em vigor em 1 de março de 2020. Em seu papel, ele esteve envolvido nas negociações sobre a reforma do asilo que levaram ao colapso do quarto gabinete Rutte, em julho de 2023. Ao atingir a idade legal de aposentadoria, em março de 2024, Schoof optou por não se aposentar e foi-lhe concedida permissão para continuar trabalhando por mais três anos.

## Primeiro-ministro dos Países Baixos (2024-presente)

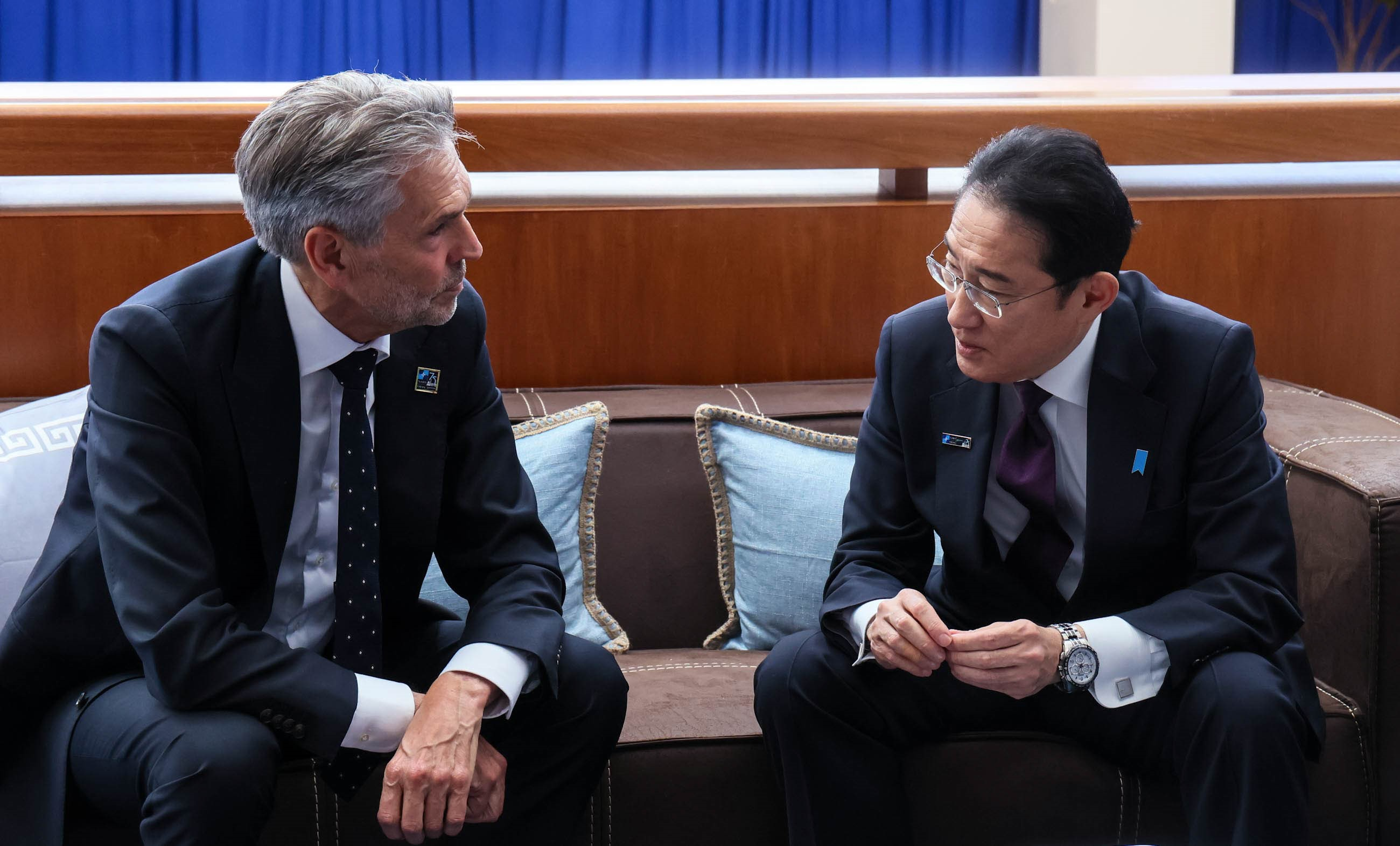
Schoof com o então Primeiro-ministro japonês Fumio Kishida em 2024.

Schoof foi um membro passivo do Partido Trabalhista (PvdA) por mais de 30 anos, até deixar o partido, no início de 2021. Após a vitória eleitoral do populista de direita Partido para a Liberdade (PVV), de Geert Wilders, em novembro de 2023, Schoof disse, em uma entrevista, que isso era um sinal de desconfiança em relação ao governo. Disse também que o povo não poderia estar errado, se votou tão massivamente no PVV.
Em 16 de maio de 2024, o PVV propôs um acordo de coalizão da direita, com o Partido Popular para a Liberdade e Democracia (VVD), o Novo Contrato Social (NSC) e o Movimento dos Agricultores e Cidadãos (BBB). Como parte das negociações, os quatro líderes partidários concordaram que nenhum deles serviria como Primeiro-ministro. O PVV inicialmente propôs Ronald Plasterk para a posição, mas este retirou sua candidatura, em razão de acusações de fraude. Schoof foi subsequentemente nomeado para o cargo de Primeiro-ministro em 28 de maio de 2024 pelos partidos da coalizão sob o formateur Richard van Zwol. Ele foi empossado em 2 de julho pelo Rei Willem-Alexander como parte do gabinete Schoof.
Schoof sucedeu Mark Rutte como Primeiro-ministro dos Países Baixos em 2 de julho de 2024. Após fracassadas negociações de coalizão, depois das eleições gerais nos Países Baixos em 2023, ele foi empossado como Primeiro-ministro independente de compromisso. Como tal, Schoof tornou-se o primeiro político independente a servir como premiê desde Cort van der Linden (1913–1918). O semanário holandês Elsevier Weekblad opinou: "O alto funcionário conhece todos os cantos e recantos de Haia e é um especialista no campo da imigração e segurança. Ele acredita em uma relação saudável entre o serviço público e a política", embora sempre respeite que os políticos tenham a última palavra.
Aproximadamente um ano depois, mais precisamente em 3 de junho de 2025, Geert Wilders, líder do partido PVV, retiou seu partido da coligação governamental após não conseguir firmar um acordo sobre medidas rígidas adicionais para conter a imigração nos Países Baixos com os líderes do VVD, NSC e BBB. No mesmo dia, Schoof ofereceu sua demissão e de seu gabinete ao Rei Guilherme-Alexandre. Desde então, ele segue como líder do gabinete demissionário composto pelos partidos Partido Popular para a Liberdade e Democracia (VVD), Novo Contrato Social (NSC) e Movimento Agricultor-Cidadão (BBB) até as eleições precipitadas em outubro do mesmo ano. Schoof prometeu continuar medidas políticas como aliviar o custo de vida, conter a crise habitacional, investimentos na defesa dos Países Baixos e ajuda militar para a Ucrânia.

### Atuação na Cimeira da NATO de 2025

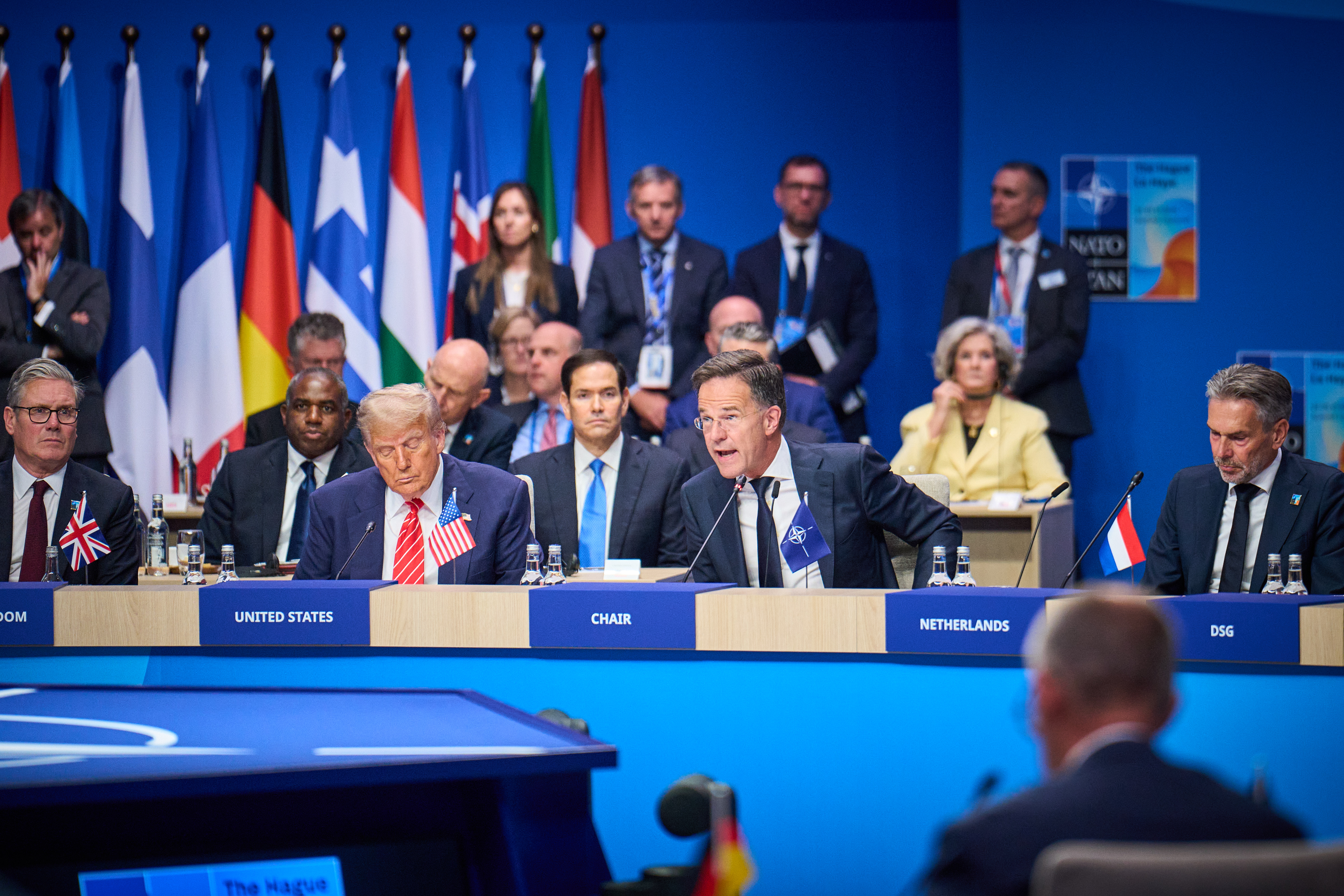
Schoof com o secretário-geral da OTAN, Mark Rutte, o presidente dos EUA, Donald Trump, e o primeiro-ministro do Reino Unido, Keir Starmer, na cimeira de Haia de 2025

Como primeiro-ministro interino dos Países Baixos, Schoof sediou a Cimeira de Haia de 2025, de 24 a 25 de junho, descrevendo-a como "histórica" e um "dia de top sport". Ele desempenhou um papel fundamental na manutenção da unidade da OTAN, particularmente ao ter engajado em uma conversa com o presidente dos EUA, Donald Trump, que elogiou o papel de anfitrião de Schoof. Schoof esteve presente em reuniões cruciais, incluindo com o presidente ucraniano Volodymyr Zelensky, e anunciou a preparação de uma declaração da OTAN sobre drones e defesa aérea para a Ucrânia. Ele expressou satisfação com os resultados da cimeira, incluindo a adoção de uma meta de gastos com defesa de 5% do PIB até 2035, e observou uma atmosfera "relaxada" entre os líderes. A sua experiência em segurança internacional, proveniente das suas funções na NCTV e na AIVD, deu-lhe confiança para conduzir os debates de alto nível.

## Vida pessoal
Schoof mora em Zoetermeer com sua parceira. Com sua ex-esposa, Yolanda Senf, ele tem duas filhas, Yasmin e Celine, que foram adotadas da China. Ex-membro do Partido Trabalhista (PvdA) por mais de 30 anos, Schoof enfatiza a sua posição apartidária como primeiro-ministro. Ele tem como hobby correr, tendo completado sua primeira maratona em 1987 e sua 18ª maratona em 2024. Como primeiro-ministro, Schoof completou uma meia-maratona em Amsterdã em 1:53:00 sob o pseudônimo de "Peter Jansen".